# Tefala
Tefala – niewielka, bezludna wyspa położona na Oceanie Spokojnym, w archipelagu Tuvalu, w południowo-zachodniej części atolu Funafuti.
Tefala jest częścią ustanowionego w 1996 roku Obszaru Chronionego Kogatapu, mającego na celu zachowanie naturalnej fauny i flory tego obszaru.